# Liste des grands-rabbins de Belgique
Le grand-rabbin de Belgique est la plus haute personnalité religieuse de la communauté juive belge.

## Fonctions
Le grand rabbin est investi par le Consistoire central israélite de Belgique des plus grands pouvoirs en matière religieuse.

## Liste des grands-rabbins
| 1832-1834 | Eliakim Carmoly        | Premier grand-rabbin de la Belgique indépendante, élu le 18 mai 1832. Né le 5 août 1802 à Soultz-Haut-Rhin, sous le nom de Goschel David Behr. Adopte le nom de Carmoly (en), porté par sa famille aux XIVe et XVe siècles. Décédé le 15 février 1875, à Francfort-sur-le-Main. |
| 1834-1859 | Henri Loeb             | Né en 1805. Nommé grand-rabbin de Belgique par la Communauté israélite de Bruxelles, le 22 septembre 1834, et par le Consistoire central israélite de Belgique par la suite. Démissionne en février 1859. Décédé en 1899.                                                       |
| 1866-1879 | Élie-Aristide Astruc   | |
| 1880-1891 | Jacques-Henri Dreyfuss | |
| 1891-1923 | Armand Bloch           | |
| 1924-1931 | Ernest Ginsburger      | |
| 1932-1940 | Joseph Wiener          | |
| 1940-1957 | Salomon Ullman         | Rabbin de la Communauté orthodoxe Machsike-Hadass d’Anvers. Aumônier militaire des Forces armées belges (1937-1957) |
| 1963-1978 | Robert Dreyfus         | |
| 1980-     | Albert Guigui          | Grand-rabbin de Bruxelles depuis 1987 |